# Alex Wurman
Alex Wurman est un compositeur américain de musique de film né le 5 octobre 1966.

## Biographie
Il a étudié à la Oak Park and River Forest High School (en) et à la Chicago's Academy of Performing Arts High School.
En 2006, il a reçu un BMI Film & TV Award pour la version américaine de la musique du film La Marche de l'empereur.

## Filmographie
- 1993 : L.A. Goddess
- 1994 : The Crew
- 1994 : Getting In
- 1995 : Ripple
- 1995 : Dominion
- 1995 : Born Wild
- 1995 : French Exit
- 1996 : Hôtel Adlon (TV)
- 1996 : The Grave
- 1997 : The Good Life
- 1998 : God
- 1998 : Exposé
- 1999 : Dangerous Waters (TV)
- 1999 : Bloodsport 4 (Bloodsport: The Dark Kumite)
- 1999 : No Vacancy de Marius Balchunas
- 1999 : Les Adversaires (Play It to the Bone)
- 2000 : Sleep Easy, Hutch Rimes
- 2000 : Hero (court métrage de Mark Bamford)
- 2000 : Eat Your Heart Out
- 2000 : View from the Swing
- 2001 : Thirteen Conversations About One Thing
- 2002 : Confessions d'un homme dangereux (Confessions of a Dangerous Mind)
- 2003 : Normal (TV)
- 2003 : Hollywood Homicide (ou Homicide à Hollywood)
- 2004 : Blink
- 2004 : Criminal
- 2004 : Présentateur vedette : La Légende de Ron Burgundy (Anchorman: The Legend of Ron Burgundy)
- 2004 : Wake Up, Ron Burgundy: The Lost Movie
- 2005 : La Marche de l'empereur (version américaine)
- 2007 : The Baker de Gareth Lewis (ar)
- 2007 : The Nines
- 2008 : Boston Streets (What Doesn't Kill You)
- 2008 : Tout... sauf en famille (Four Christmases)
- 2010 : Une Famille très moderne
- 2011 : Les Derniers Lions

## Distinctions

### Récompenses
- BMI Film & TV Awards 2005 : Présentateur vedette : La Légende de Ron Burgundy
- BMI Film & TV Awards 2006 : La Marche de l'empereur
- BMI Film & TV Awards 2009 : Tout... sauf en famille
- Emmy Awards 2010 : Temple Grandin[1]

### Nominations
- Emmy Awards 2008 : Bernard and Doris[1]